# Eduardo Espinel
Eduardo Espinel, vollständiger Name Eduardo Fabián Espinel Porley, (* 28. Juni 1972 in Cardona) ist ein ehemaliger uruguayischer Fußballspieler und heutiger Trainer.

## Karriere

### Spielertätigkeit
Der 1,80 Meter große Defensivakteur Espinel begann seine Fußballkarriere im Alter von 15 Jahren bei den Wanderers  in Cardona. 17-jährig debütierte er in der Ersten Mannschaft. In der Folgezeit wurde er in Auswahlmannschaften sowohl auf lokaler als auch departamentaler Ebene berufen. Ab dem 18. Lebensjahr spielte er unter Trainer Daniel Enríquez zweitklassig für den Colón FC aus Montevideo. Nach drei Jahren verließ er den Verein und schloss sich für ein Jahr dem Amateurklub Unión de Cardona an. 1999 wechselte er zu Plaza Colonia. Einem Jahr auf Amateurebene, folgten zwei Jahre in der Segunda División. Zur Saison 2002 stieg er mit der Mannschaft in die höchste uruguayische Spielklasse auf. Nach dem Abstieg im Jahr 2005 beendete Espinel dort seine Profikarriere. Im Zeitraum von 2000 bis 2006 werden für ihn 98 Spiele und fünf Tore für die Mannschaft Plaza Colonias geführt. Anschließend war er noch zwei weitere Jahre im Amateurbereich aktiv.

### Trainerlaufbahn
Espinel trainierte ab 2007 eine Mannschaft in Cardona. Im Oktober 2014 übernahm er während der Zweitligaspielzeit 2014/15 die Position des Cheftrainers bei Plaza Colonia. Der Klub befand sich zu diesem Zeitpunkt am Tabellenende. Er startete mit dem Team eine Serie von 18 Spielen ohne Niederlage und stieg am Saisonende in die Primera División auf. Dort führte er die Mannschaft zum Gewinn der Clausura 2016 und damit der Vize-Meisterschaft in der Saison 2015/16. Dies stellte den bislang größten Erfolg in der Vereinsgeschichte dar. Im Juni 2016 verpflichtete ihn der chilenische Erstligist Santiago Wanderers als Trainer.